# Givira inconspicua
Givira inconspicua is een vlinder uit de familie van de Houtboorders (Cossidae). De wetenschappelijke naam van de soort is voor het eerst gepubliceerd in 1911 door Herbert Druce.
De soort komt voor in West-Colombia.